# Ự
Ự (minuscule : ự), appelé U cornu point souscrit, est une lettre latine utilisée dans l’écriture du vietnamien.
Il s’agit de la lettre U diacritée d’une corne et d’un point souscrit.

## Usage informatique
Le U cornu point souscrit peut être représenté avec les caractères Unicode suivants : 
- précomposé (latin étendu additionnel)[1] :

| formes    | représentations | chaînes de caractères | points de code | descriptions                                   |
| --------- | --------------- | --------------------- | -------------- | ---------------------------------------------- |
| capitale  | Ự               | Ự                     | U+1EF0         | lettre majuscule latine u cornu point souscrit |
| minuscule | ự               | ự                     | U+1EF1         | lettre minuscule latine u cornu point souscrit |

- décomposé et normalisé NFD (latin de base, diacritiques) :

| formes    | représentations | chaînes de caractères | points de code       | descriptions                                                           |
| --------- | --------------- | --------------------- | -------------------- | ---------------------------------------------------------------------- |
| capitale  | Ự               | U◌̛◌̣                   | U+0055 U+031B U+0323 | lettre majuscule latine u diacritique cornu diacritique point souscrit |
| minuscule | ự               | u◌̛◌̣                   | U+0075 U+031B U+0323 | lettre minuscule latine u diacritique cornu diacritique point souscrit |